# Mladen Bašić (karikaturist)
Mladen Bašić - Bibi (Varaždin, 17. svibnja 1945. – Zagreb, 31. prosinca 1997.), hrvatski pravnik i karikaturist.

## Životopis
Nakon završene gimnazije u Varaždinu, Mladen Bašić - Bibi studirao je na Pravnom fakultetu u Zagrebu, gdje je i diplomirao 1969. godine. Živio je i radio u Zagrebu i Velikoj Gorici, najprije kao odvjetnički pripravnik, potom u osiguravajućem društvu Croatia, a zatim kao samostalni odvjetnik. Kako je znao reći, ujutro je radio i sakupljao inspiraciju, a poslijepodne crtao.

## Umjetnički rad
Od 1966. objavljivao je karikature u dnevnom i tjednom tisku: u Večernjem listu, Vjesniku, Ježu, Pavlihi, Feferonu, časopisu Danas, Brodolomu, te Pardonu iz Njemačke. Sudjelovao je u uređivanju humorističkog časopisa Paradoks od 1967. do 1968. i Kerempuha od 1974. do 1976. godine. Bio je predsjednik Hrvatskog društva karikaturista od 1985. do 1988., te od 1991. do 1993. 1991. se učlanio zajedno s ostalim hrvatskim karikaturistima u Jedinicu hrvatskih umjetnika, te odmah duhovito primijetio: Da, mi se bumo borili snaj-perom!
Samostalno je izlagao od 1977. godine. Priredio je tridesetak samostalnih izložbi, te (od 1967.) redovito sudjelovao na važnijim skupnim izložbama u zemlji i inozemstvu. Mladen Bašić - Bibi dobitnik je mnogih nagrada za karikaturu, među kojima ima veći broj međunarodnih (Bugarska, SSSR, Turska, Poljska).

## Vanjske poveznice
- Hrvatska odvjetnička komora
- Hrvatsko društvo karikaturista